# يمعوض (الشحر)
'

تعديل مصدري - تعديل

يمعوض هي إحدى قرى عزلة الشحر بمديرية الشحر التابعة لمحافظة حضرموت، بلغ تعداد سكانها 238 نسمة حسب تعداد اليمن لعام 2004.